# Sedimento marino

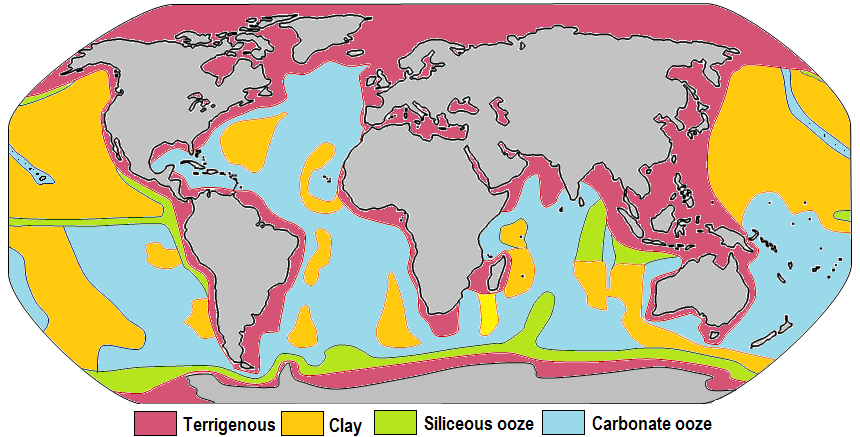
Distribución de tipos de sedimentos en el suelo marino
Cada zona coloreada indica el tipo de material que predomina en la misma, si bien otros materiales pueden estar presentes en menores proporciones o en zonas aisladas.

Los sedimentos marinos o sedimentos oceánicos son depósitos de partículas insolubles que se han acumulado en el fondo de los mares. Estas partículas tienen su origen en el suelo y las rocas y han sido transportadas de la tierra al mar, principalmente por los ríos, pero también por el polvo transportado por el viento y por el flujo de los glaciares hacia el mar. Los depósitos adicionales provienen de organismos marinos y precipitación química en el agua de mar, así como de volcanes submarinos y escombros de meteoritos.
Excepto a unos pocos kilómetros de una dorsal oceánica, donde la roca volcánica es aún relativamente joven, la mayor parte del lecho marino está cubierta de sedimentos. Este material proviene de varias fuentes diferentes y tiene una composición muy variable. Los sedimentos del lecho marino pueden variar en espesor desde unos pocos milímetros hasta varias decenas de kilómetros. Cerca de la superficie, el sedimento del lecho marino permanece sin consolidar, pero a profundidades de cientos a miles de metros, el sedimento se litifica (se convierte en roca).
Las tasas de acumulación de sedimentos son relativamente lentas en la mayor parte del océano, y en muchos casos se necesitan miles de años para que se formen depósitos importantes. Los sedimentos transportados desde la tierra se acumulan más rápidamente, del orden de un metro o más por mil años para las partículas más gruesas. Sin embargo, las tasas de sedimentación cerca de las desembocaduras de grandes ríos con caudales elevados pueden ser órdenes de magnitud más altas. Los exudados biogénicos se acumulan a una velocidad de aproximadamente un centímetro por mil años, mientras que las pequeñas partículas de arcilla se depositan en las profundidades del océano alrededor de un milímetro cada mil años.
Los sedimentos de la tierra se depositan en los márgenes continentales por la escorrentía superficial, la descarga de los ríos y otros procesos. Las corrientes de turbidez pueden transportar este sedimento por el talud continental hasta el fondo del océano profundo. El fondo del océano profundo experimenta su propio proceso de extenderse desde la dorsal oceánica y luego subduce lentamente los sedimentos acumulados en el fondo profundo hacia el interior fundido de la tierra. A su vez, el material fundido del interior regresa a la superficie de la tierra en forma de flujos de lava y emisiones de respiraderos hidrotermales de aguas profundas, asegurando que el proceso continúe indefinidamente. Los sedimentos proporcionan hábitat para una multitud de vida marina, particularmente de microorganismos marinos. Sus restos fosilizados contienen información sobre climas pasados, tectónica de placas, patrones de circulación oceánica y el momento de las grandes extinciones.

## Resumen
Excepto a unos pocos kilómetros de una dorsal oceánica, donde la roca volcánica es aún relativamente joven, la mayor parte del fondo marino está cubierta de sedimentos. Este material proviene de varias fuentes diferentes y tiene una composición muy variable, dependiendo de la proximidad a un continente, la profundidad del agua, las corrientes oceánicas, la actividad biológica y el clima. Los sedimentos del fondo marino (y rocas sedimentarias ) pueden variar en espesor desde unos pocos milímetros hasta varias decenas de kilómetros. Cerca de la superficie, los sedimentos del fondo marino permanecen sin consolidar, pero a profundidades de cientos a miles de metros (dependiendo del tipo de sedimento y otros factores) el sedimento se litifica.
Las diversas fuentes de sedimentos del lecho marino se pueden resumir de la siguiente manera: 
- El sedimento terrestre se deriva de fuentes continentales transportadas por ríos, viento, corrientes oceánicas y glaciares. Está dominado por cuarzo, feldespato, minerales arcillosos, óxidos de hierro y materia orgánica terrestre.
- El sedimento de carbonato pelágico se deriva de organismos (p. ej., Foraminíferos) que viven en el agua del océano (a varias profundidades, pero principalmente cerca de la superficie) que hacen sus conchas (también conocidas como pruebas) a partir de minerales de carbonato como la calcita.
- El sedimento de sílice pelágico se deriva de organismos marinos (p. Ej., Diatomeas y radiolario) que realizan sus pruebas con sílice (cuarzo microcristalino).
- La ceniza volcánica y otros materiales volcánicos se derivan de erupciones terrestres y submarinas.
- Los nódulos de Hierro y Manganeso se forman como precipitados directos del agua del fondo del océano.

Las distribuciones de algunos de estos materiales alrededor de los mares se muestran en el diagrama al comienzo de este artículo. Los sedimentos terrestres predominan cerca de los continentes y dentro de los mares interiores y grandes lagos. Estos sedimentos tienden a ser relativamente gruesos, por lo general contienen arena y limo, pero en algunos casos incluso guijarros y cantos rodados. La arcilla se asienta lentamente en ambientes cercanos a la costa, pero gran parte de la arcilla se dispersa lejos de sus áreas de origen por las corrientes oceánicas. Los minerales arcillosos predominan en amplias áreas en las partes más profundas del océano, y la mayor parte de esta arcilla es de origen terrestre. Los exudados silíceos (derivados del radiolario y las diatomeas) son comunes en la región del polo sur, a lo largo del ecuador en el Pacífico, al sur de las islas Aleutianas y en gran parte del Océano Índico. Los exudados de carbonato están ampliamente distribuidos en todos los océanos dentro de las regiones ecuatoriales y de latitud media. De hecho, la arcilla se asienta en todos los océanos,
Los sedimentos de carbonato se derivan de una amplia gama de organismos pelágicos cercanos a la superficie que fabrican sus conchas a partir de carbonato. Estas pequeñas conchas, y los fragmentos aún más pequeños que se forman cuando se rompen en pedazos, se asientan lentamente a través de la columna de agua, pero no necesariamente llegan al fondo. Si bien la calcita es insoluble en agua superficial, su solubilidad aumenta con la profundidad (y la presión) y alrededor de los 4.000 m, los fragmentos de carbonato se disuelven. Esta profundidad, que varía con la latitud y la temperatura del agua, se conoce como profundidad de compensación de carbonato. Como resultado, los exudados de carbonato están ausentes en las partes más profundas del océano (más profundo de 4,000 m), pero son comunes en áreas menos profundas como la cordillera del Atlántico medio, el East Pacific Rise (al oeste de América del Sur), a lo largo del tendencia de los montes submarinos de Hawai / Emperador (en el Pacífico norte), y en las cimas de muchos montes submarinos aislados.

## Textura
La textura de los sedimentos se puede examinar de varias formas. La primera forma es el tamaño del grano. Los sedimentos se pueden clasificar por tamaño de partícula según la escala de Wentworth. Los sedimentos de arcilla son los más finos con un diámetro de grano de menos de 0.004 mm y los cantos rodados son los más grandes con un diámetro de grano de 256 mm o más. Entre otras cosas, el tamaño de grano representa las condiciones bajo las cuales se depositó el sedimento. Las condiciones de alta energía, como corrientes u olas fuertes, generalmente dan como resultado la deposición de solo las partículas más grandes, ya que las más finas serán arrastradas. Las condiciones de menor energía permitirán que las partículas más pequeñas se asienten y formen sedimentos más finos.

Los sedimentos bien clasificados (izq) tienen todas las partículas de tamaño similar. Los sedimentos mal clasificados (derecha) consisten de partículas con un rango de tamaño muy diverso.

Diferencias en la forma del grano, como por ejemplo esfericidad (vertical) y redondez (horizontal)

La clasificación es otra forma de categorizar la textura de los sedimentos. La clasificación se refiere a qué tan uniformes son las partículas en términos de tamaño. Si todas las partículas son de un tamaño similar, como en la arena de la playa , el sedimento está bien clasificado. Si las partículas son de tamaños muy diferentes, el sedimento está mal clasificado, como en los depósitos glaciares.
Una tercera forma de describir la textura de los sedimentos marinos es su madurez, o cuánto tiempo han sido transportadas sus partículas por el agua. Una forma que puede indicar la madurez es qué tan redonda son las partículas. Cuanto más maduro sea un sedimento, más redondas serán las partículas, como resultado de la abrasión con el tiempo. Un alto grado de clasificación también puede indicar madurez, porque con el tiempo las partículas más pequeñas se eliminarán y una determinada cantidad de energía moverá partículas de un tamaño similar en la misma distancia. Por último, cuanto más viejo y maduro es un sedimento, mayor es el contenido de cuarzo, al menos en los sedimentos derivados de partículas de roca. El cuarzo es un mineral común en las rocas terrestres y es muy duro y resistente a la abrasión. Con el tiempo, las partículas hechas de otros materiales se desgastan, dejando solo el cuarzo. La arena de la playa es un sedimento muy maduro; está compuesto principalmente de cuarzo, y las partículas son redondeadas y de tamaño similar (bien clasificadas).

## Orígenes
Los sedimentos marinos también se pueden clasificar por su fuente de origen. Hay cuatro tipos:
- Sedimentos litógenos, también llamados sedimentos terrígenos, se derivan de rocas preexistentes y provienen de la tierra a través de ríos, hielo, viento y otros procesos. Se les conoce como sedimentos terrígenos ya que la mayoría proviene de la tierra.
- Sedimentos biológicos están compuestos por restos de organismos marinos y provienen de organismos como el plancton cuando sus exoesqueletos se descomponen.
- Sedimentos hidrógenos provienen de reacciones químicas en el agua y se forman cuando los materiales que se disuelven en el agua precipitan y forman partículas sólidas.
- Sedimentos cosmógenos se derivan de fuentes extraterrestres, que vienen del espacio, se filtran a través de la atmósfera o llegan a la Tierra en meteoritos.[6][4]

Sin embargo, los dos tipos principales son los terrígenos y los biológicos.
Los sedimentos litógenos/terrígenos representan aproximadamente el 45% del sedimento marino total y se originan en la erosión de rocas en tierra, transportadas por ríos y escorrentías terrestres, polvo transportado por el viento, volcanes o molienda por glaciares.
Los sedimentos biológicos representan la mayor parte del otro 55% del sedimento total y se originan en los restos esqueléticos de protistas marinos (microorganismos unicelulares de plancton y bentos). También pueden estar presentes cantidades mucho más pequeñas de minerales precipitados y polvo meteórico. El moco, en el contexto de un sedimento marino, no se refiere a la consistencia del sedimento sino a su origen biológico. El término exudado fue utilizado originalmente por John Murray, el "padre de la oceanografía moderna", quien propuso el término exudado radiolariano para los depósitos de sílice de conchas radiolarianas traídas a la superficie durante la Expedición Challenger. Un exudado biogénico es un sedimento pelágico que contiene al menos un 30 por ciento de los restos óseos de organismos marinos.

### Litógenos

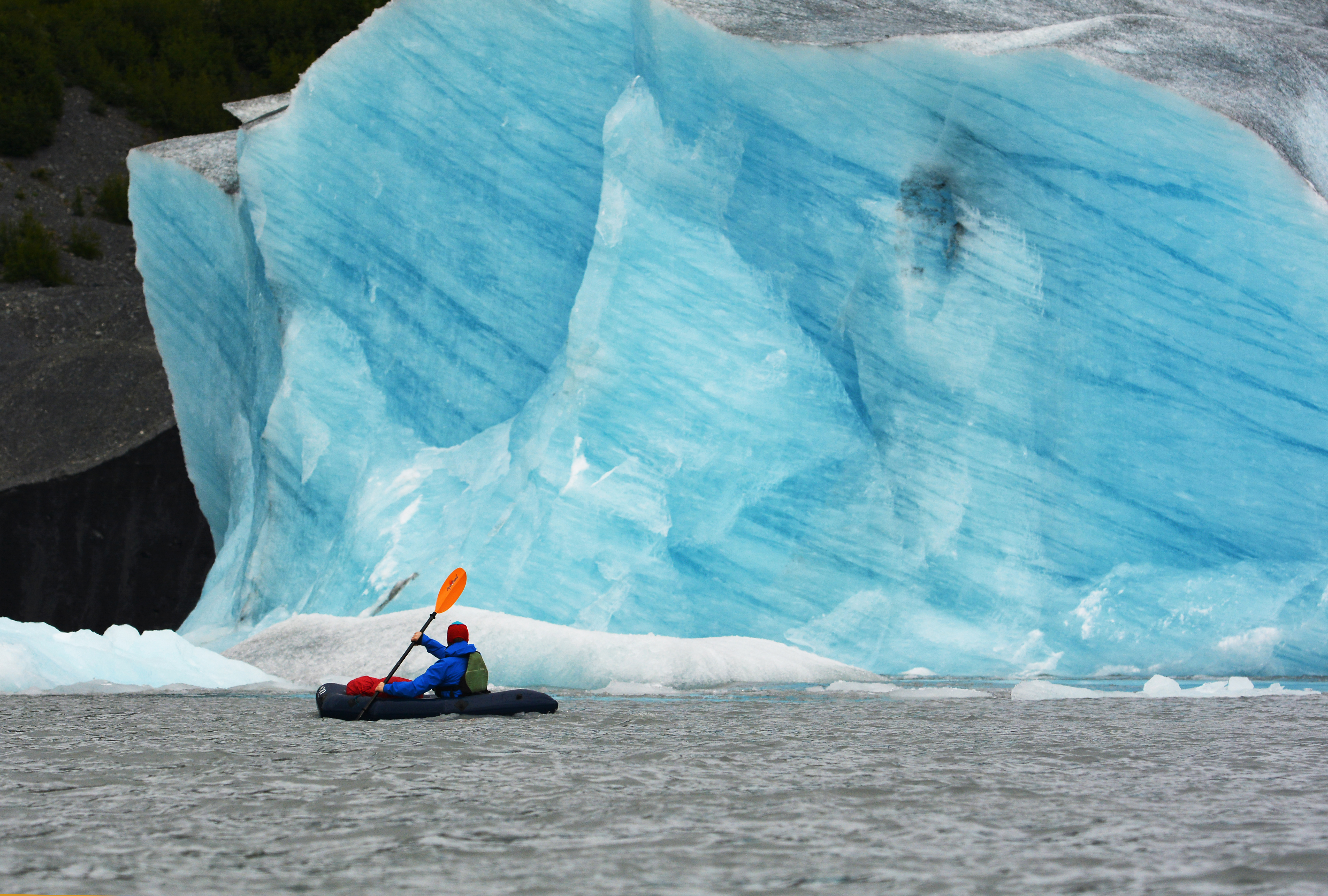
La cara del hielo glacial azul que se derrite en el mar

Los sedimentos litógenos o terrígenos se componen principalmente de pequeños fragmentos de rocas preexistentes que se han abierto camino hacia el océano. Estos sedimentos pueden contener toda la gama de tamaños de partículas, desde arcillas microscópicas hasta grandes rocas, y se encuentran en casi todas partes del fondo del océano. Los sedimentos litógenos se crean en la tierra a través del proceso de meteorización, donde las rocas y los minerales se descomponen en partículas más pequeñas a través de la acción del viento, la lluvia, el flujo de agua, el agrietamiento inducido por la temperatura o el hielo y otros procesos erosivos. Estas pequeñas partículas erosionadas luego se transportan a los océanos a través de una variedad de mecanismos: 
- Corrientes y ríos: varias formas de escorrentía depositan grandes cantidades de sedimento en los océanos, principalmente en forma de partículas de grano fino. Se cree que alrededor del 90% del sedimento litógeno en los océanos proviene de la descarga de ríos, particularmente de Asia. La mayor parte de este sedimento, especialmente las partículas más grandes, se depositará y permanecerá bastante cerca de la costa, sin embargo, las partículas de arcilla más pequeñas pueden permanecer suspendidas en la columna de agua durante largos períodos de tiempo y pueden ser transportadas a grandes distancias de la fuente.[4]

Descarga fluvial en el delta del Yukón, Alaska. El color pálido demuestra las grandes cantidades de sedimentos que se liberan al océano a través de los ríos.

- Viento: el transporte mediante el viento (eólico) puede tomar pequeñas partículas de arena y polvo y moverlas a miles de kilómetros de la fuente. Estas pequeñas partículas pueden caer al océano cuando el viento amaina, o pueden servir como núcleos alrededor del cual se forman las gotas de lluvia o los copos de nieve. El transporte eólico es particularmente importante cerca de las áreas desérticas.[4]

- Glaciares y rafting en hielo: a medida que los glaciares se abren paso sobre la tierra, recogen gran cantidad de partículas de tierra y rocas, incluidas rocas muy grandes, que son arrastradas por el hielo. Cuando el glaciar se encuentra con el océano y comienza a romperse o derretirse, estas partículas se depositan. La mayor parte de la deposición ocurrirá cerca de donde el glaciar se encuentra con el agua, pero una pequeña cantidad de material también se transporta a distancias más largas mediante rafting, donde trozos de hielo más grandes se alejan del glaciar antes de liberar su sedimento.[4]

- Gravedad: deslizamientos de tierra, deslizamientos de tierra, avalanchas y otros eventos impulsados por la gravedad pueden depositar grandes cantidades de material en el océano cuando ocurren cerca de la costa.[4]

- Olas: la acción de las olas a lo largo de la costa erosionará las rocas y arrastrará las partículas sueltas de las playas y las costas al agua.[4]

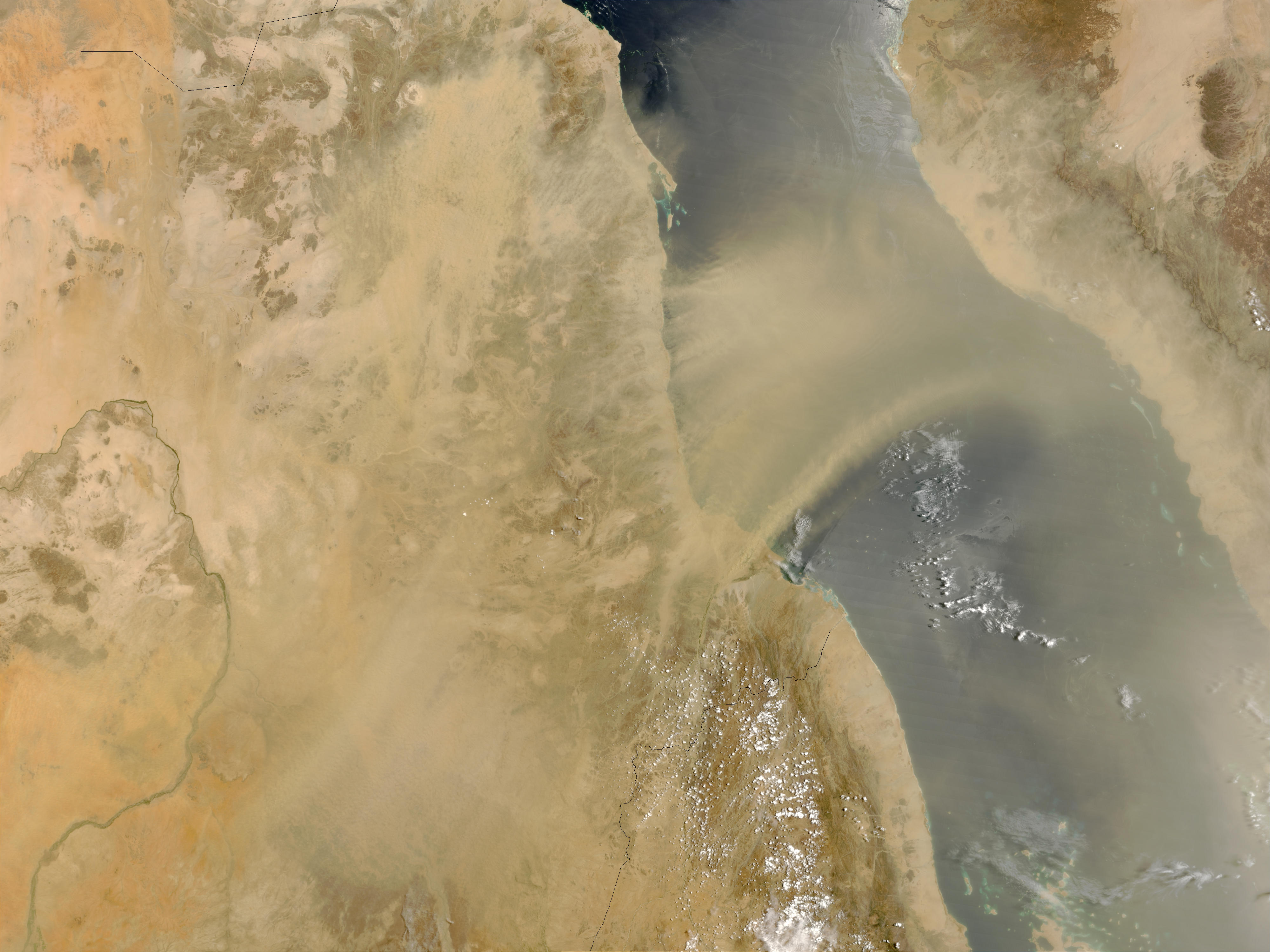
Una columna de partículas transportadas por el viento desde Sudán (izquierda) soplan sobre el Mar Rojo.

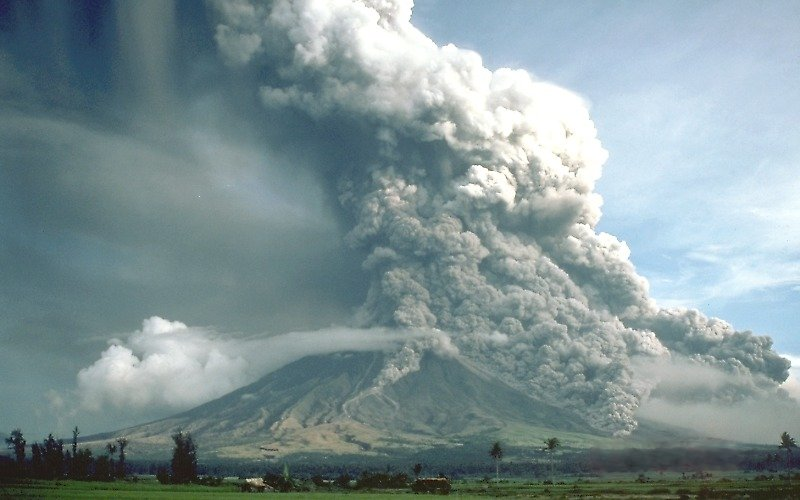
Erupción del volcán Mayon, Filipinas, en 1984. Gran parte del material arrojado por una erupción volcánica puede eventualmente llegar a los océanos.

- Volcanes: las erupciones volcánicas emiten grandes cantidades de cenizas y otros desechos a la atmósfera, donde luego pueden ser transportados por el viento para finalmente depositarse en los océanos.[4]

- Gastrolitos: Otro medio, relativamente menor, de transportar sedimentos litógenos al océano son los gastrolitos. Gastrolito significa "piedra del estómago". Muchos animales, incluidas aves marinas, pinnípedos y algunos cocodrilos, tragan piedras deliberadamente y luego las regurgitan. Las piedras ingeridas en tierra pueden regurgitarse en el mar. Las piedras pueden ayudar a moler los alimentos en el estómago o actuar como lastre que regula la flotabilidad. En su mayoría, estos procesos depositan sedimentos litógenos cerca de la costa. Las partículas de sedimento pueden luego ser transportadas más lejos por las olas y las corrientes, y eventualmente pueden escapar de la plataforma continental y alcanzar el fondo del océano profundo.[4]

Composición

Los sedimentos litógenos generalmente reflejan la composición de los materiales de los que se derivan, por lo que están dominados por los principales minerales que componen la mayoría de las rocas terrestres. Esto incluye cuarzo, feldespato, minerales arcillosos, óxidos de hierro y materia orgánica terrestre. El cuarzo (dióxido de silicio, el componente principal del vidrio) es uno de los minerales más comunes que se encuentran en casi todas las rocas y es muy resistente a la abrasión, por lo que es un componente dominante de los sedimentos litógenos, incluida la arena.

### Biogeno
Los sedimentos biológicos provienen de los restos de organismos vivos que se depositan como sedimentos cuando los organismos mueren. Son las "partes duras" de los organismos las que contribuyen a los sedimentos; cosas como conchas, dientes o elementos esqueléticos, ya que estas partes suelen estar mineralizadas y son más resistentes a la descomposición que las "partes blandas" carnosas que se deterioran rápidamente después de la muerte.
Los sedimentos macroscópicos contienen restos grandes, como esqueletos, dientes o conchas de organismos más grandes. Este tipo de sedimento es bastante raro en la mayor parte del océano, ya que los organismos grandes no mueren en una abundancia concentrada suficiente para permitir que estos restos se acumulen. Una excepción son los arrecifes de coral; aquí hay una gran abundancia de organismos que dejan sus restos, en particular los fragmentos de los esqueletos pedregosos de los corales que componen un gran porcentaje de arena tropical.
El sedimento microscópico consiste en las partes duras de organismos microscópicos, particularmente sus conchas y testas. Aunque son muy pequeños, estos organismos son muy abundantes y, dado que mueren miles de millones cada día, sus pruebas se hunden hasta el fondo para crear sedimentos biológicos. Los sedimentos compuestos de testas son mucho más abundantes que los sedimentos de partículas macroscópicas y, debido a su pequeño tamaño, crean capas de sedimentos blandos y de grano fino. Si la capa de sedimento consta de al menos un 30% de material biológico microscópico, se clasifica como un exudado biológico. El resto del sedimento suele estar formado por arcilla.
Las principales fuentes de sedimentos biológicos microscópicos son las algas unicelulares y los protozoos (criaturas unicelulares parecidas a amebas) que secretan pruebas de carbonato de calcio (CaCO3) o sílice (SiO2). Las pruebas de sílice provienen de dos grupos principales, las diatomeas (algas) y los radiolarios (protozoos).
Las diatomeas son miembros importantes del fitoplancton, los pequeños fotosintetizadores de algas a la deriva. Una diatomea consiste en una sola célula de alga rodeada por una elaborada concha de sílice que segrega por sí misma. Las diatomeas vienen en una variedad de formas, desde formas alargadas y pinnadas hasta formas redondas o céntricas que a menudo tienen dos mitades, como una placa de Petri. En áreas donde las diatomeas son abundantes, el sedimento subyacente es rico en pruebas de diatomeas de sílice y se llama tierra de diatomeas.
Los radiolarios son protozoos planctónicos (lo que los convierte en parte del zooplancton) que, al igual que las diatomeas, secretan una testa de sílice. La testa rodea la celda y puede incluir una serie de pequeñas aberturas a través de las cuales el radiolario puede extender un "brazo" parecido a una ameba o un pseudópodo. Las testas de radiolario a menudo muestran una serie de rayos que sobresalen de sus conchas y que ayudan a la flotabilidad. Los exudados dominados por testas de diatomeas o radiolarios se denominan exudados silíceos .
Como los sedimentos silíceos, el carbonato de calcio o sedimentos calcáreos también se producen a partir de las testas de algas microscópicas y protozoos; en este caso los cocolitóforos y foraminíferos. Los cocolitóforos son algas planctónicas unicelulares aproximadamente 100 veces más pequeñas que las diatomeas. Sus testas se componen de una serie de placas de CaCO3 entrelazadas (cocolitos) que forman una esfera que rodea la célula. Cuando los cocolitóforos mueren, las placas individuales se hunden y forman un exudado. Con el tiempo, el exudado del cocolitóforo se litifica y se convierte en tiza. Los acantilados blancos de Dover en Inglaterra están compuestos de exudado rico en cocolitóforos que se convirtió en depósitos de tiza.
Los foraminíferos (también conocidos como foraminíferos ) son protozoos cuyas testas suelen tener cámaras, similares a las conchas de los caracoles. A medida que el organismo crece, secreta cámaras nuevas y más grandes en las que residir. La mayoría de los foraminíferos son bentónicos, viven sobre o en el sedimento, pero hay algunas especies planctónicas que viven más arriba en la columna de agua. Cuando los cocolitóforos y los foraminíferos mueren, forman exudaciones calcáreas .
Las capas de sedimentos calcáreos más antiguos contienen los restos de otro tipo de organismo, los descubridores; algas unicelulares relacionadas con los cocolitóforos que también produjeron pruebas de carbonato de calcio. Las partes microscópicas de Discoaster tenían forma de estrella y alcanzaron tamaños de 5-40 µm de ancho. Los descubridores se extinguieron hace aproximadamente 2 millones de años, pero sus partes microscópicas permanecen en sedimentos tropicales profundos que son anteriores a su extinción.
Debido a su pequeño tamaño, estas testas se hunden muy lentamente; ¡una sola testa puede tardar entre 10 y 50 años en hundirse hasta el fondo! Dado ese lento descenso, una corriente de solo 1 cm / seg podría llevar la prueba a una distancia de hasta 15,000 km de su punto de origen antes de llegar al fondo. A pesar de esto, los sedimentos en un lugar en particular se adaptan bien a los tipos de organismos y al grado de productividad que se produce en el agua por encima. Esto significa que las partículas de sedimento deben hundirse hasta el fondo a un ritmo mucho más rápido, por lo que se acumulan por debajo de su punto de origen antes de que las corrientes puedan dispersarlas. La mayoría de las pruebas no se hunden como partículas individuales; Aproximadamente el 99% de ellos son consumidos primero por algún otro organismo, y luego se agregan y expulsan como grandes bolitas fecales, que se hunden mucho más rápidamente y alcanzan el fondo del océano en solo 10 a 15 días. Esto no les da a las partículas tanto tiempo para dispersarse, y el sedimento debajo reflejará la producción que ocurre cerca de la superficie. El aumento de la tasa de hundimiento a través de este mecanismo se ha denominado "exprés fecal".

### Hidrógena

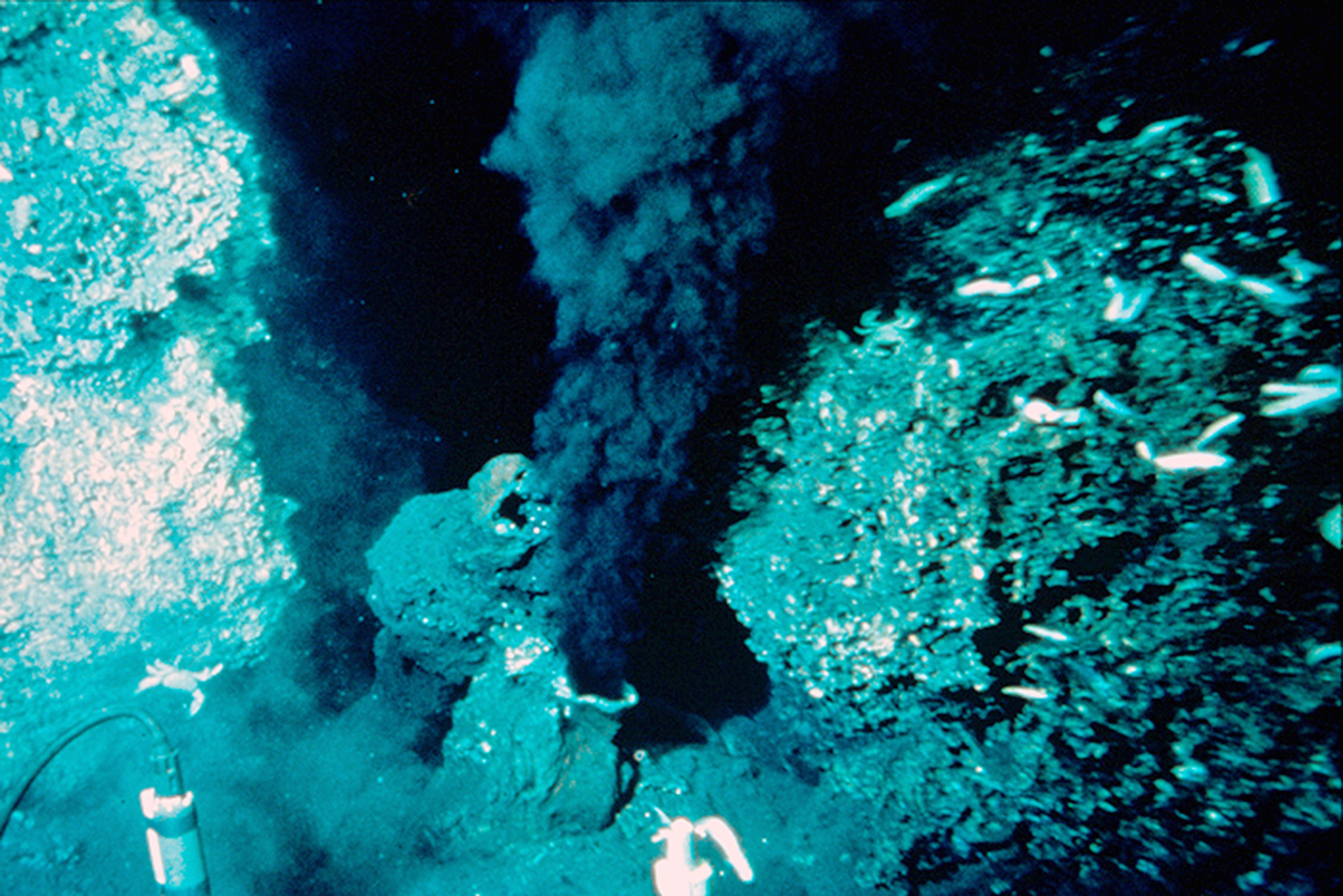
Respiradero hidrotermal de humo negro. El "humo" consiste en partículas disueltas que se precipitan en sólidos cuando se exponen a agua más fría.

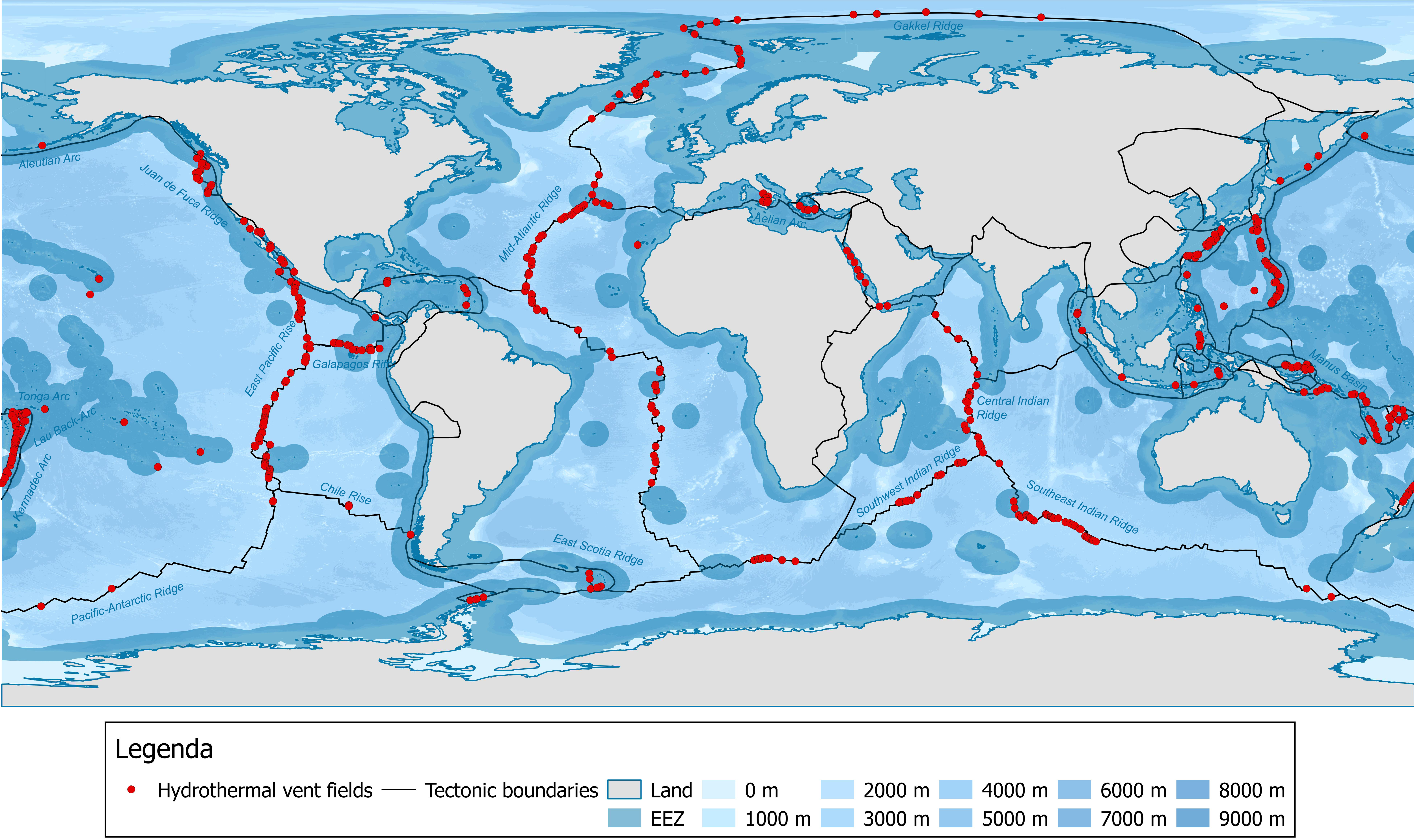
Los respiraderos hidrotermales ocurren principalmente a lo largo de la dorsal oceánica.

El agua de mar contiene muchas sustancias disueltas diferentes. Ocasionalmente ocurren reacciones químicas que hacen que estas sustancias se precipiten como partículas sólidas, que luego se acumulan como sedimentos hidrogenados. Estas reacciones generalmente se desencadenan por un cambio en las condiciones, como un cambio de temperatura, presión o pH, que reduce la cantidad de una sustancia que puede permanecer en estado disuelto. No hay muchos sedimentos hidrogenados en el océano en comparación con los sedimentos litógenos o biogénicos, pero hay algunas formas interesantes.
En los respiraderos hidrotermales, el agua de mar se filtra hacia el fondo marino donde se sobrecalienta por el magma antes de ser expulsada por el respiradero. Esta agua sobrecalentada contiene muchas sustancias disueltas, y cuando se encuentra con el agua de mar fría después de salir del respiradero, estas partículas se precipitan, principalmente en forma de sulfuros metálicos. Estas partículas forman el "humo" que fluye de un respiradero y eventualmente pueden depositarse en el fondo como sedimento hidrogenado. Los respiraderos hidrotermales se distribuyen a lo largo de los límites de las placas de la Tierra, aunque también se pueden encontrar en ubicaciones dentro de las placas, como en los puntos calientes volcánicos. Actualmente hay alrededor de 500 campos de respiraderos hidrotermales submarinos activos conocidos, aproximadamente la mitad observados visualmente en el fondo marino y la otra mitad sospechados a partir de indicadores de la columna de agua y/o depósitos del fondo marino.
Los nódulos de manganeso son grumos redondeados de manganeso y otros metales que se forman en el fondo marino, que generalmente oscilan entre 3 y 10 cm de diámetro, aunque a veces pueden alcanzar hasta 30 cm. Los nódulos se forman de manera similar a las perlas; hay un objeto central alrededor del cual se depositan lentamente capas concéntricas que hacen que el nódulo crezca con el tiempo. La composición de los nódulos puede variar un poco según su ubicación y las condiciones de su formación, pero generalmente están dominados por óxidos de manganeso y hierro. También pueden contener cantidades más pequeñas de otros metales como cobre, níquel y cobalto. La precipitación de nódulos de manganeso es uno de los procesos geológicos más lentos conocidos; crecen del orden de unos pocos milímetros por millón de años. Por esa razón, solo se forman en áreas donde hay bajas tasas de acumulación de sedimentos litógenos o biológicos, porque cualquier otro depósito de sedimentos cubriría rápidamente los nódulos y evitaría un mayor crecimiento de nódulos. Por lo tanto, los nódulos de manganeso generalmente se limitan a áreas en el océano central, lejos de importantes aportes litógenos o biogénicos, donde a veces pueden acumularse en grandes cantidades en el fondo marino. Debido a que los nódulos contienen varios metales comercialmente valiosos, ha habido un interés significativo en extraer los nódulos durante las últimas décadas, aunque la mayoría de los esfuerzos hasta ahora se han mantenido en la etapa exploratoria. Varios factores han impedido la extracción a gran escala de nódulos, incluidos los altos costos de las operaciones mineras en aguas profundas, los problemas políticos sobre los derechos mineros y las preocupaciones ambientales que rodean la extracción de estos recursos no renovables.
Las evaporitas son sedimentos hidrogenados que se forman cuando el agua de mar se evapora, dejando que los materiales disueltos se precipiten en sólidos, particularmente halita (sal, NaCl). De hecho, la evaporación del agua de mar es la forma más antigua de producción de sal para uso humano y todavía se lleva a cabo en la actualidad. Existen grandes depósitos de evaporitas de halita en varios lugares, incluso bajo el mar Mediterráneo. A partir de hace unos 6 millones de años, los procesos tectónicos aislaron el mar Mediterráneo del Atlántico, y el clima cálido evaporó tanta agua que el Mediterráneo se secó casi por completo, dejando grandes depósitos de sal en su lugar (un evento conocido como la crisis salina del Messiniense). Finalmente, el Mediterráneo se volvió a inundar hace unos 5,3 millones de años y los depósitos de halita fueron cubiertos por otros sedimentos, pero aún permanecen debajo del lecho marino.
Los oolitos son granos pequeños y redondeados que se forman a partir de capas concéntricas de precipitación de material alrededor de una partícula en suspensión. Suelen estar compuestos por carbonato cálcico, pero también pueden estar compuestos por fosfatos y otros materiales. La acumulación de oolitas da como resultado arena oolítica, que se encuentra en su mayor abundancia en las Bahamas.
Los hidratos de metano son otro tipo de depósito hidrogenado con potencial aplicación industrial. Todos los productos de la erosión terrestre incluyen una pequeña proporción de materia orgánica derivada principalmente de plantas terrestres. Pequeños fragmentos de este material más otra materia orgánica de plantas y animales marinos se acumulan en sedimentos terrígenos, especialmente a unos pocos cientos de kilómetros de la costa. A medida que los sedimentos se acumulan, las partes más profundas comienzan a calentarse (por el calor geotérmico) y las bacterias se ponen a trabajar para descomponer la materia orgánica contenida. Debido a que esto sucede en ausencia de oxígeno (también conocido como condiciones anaeróbicas), el subproducto de este metabolismo es el gas metano (CH4). El metano liberado por las bacterias burbujea lentamente hacia arriba a través del sedimento hacia el lecho marino. A profundidades de agua de 500 a 1000 m, ya las bajas temperaturas típicas del lecho marino (cercanas a los 4 °C), el agua y el metano se combinan para crear una sustancia conocida como hidrato de metano. Desde unos pocos metros hasta cientos de metros del lecho marino, la temperatura es lo suficientemente baja como para que el hidrato de metano sea estable y los hidratos se acumulen dentro del sedimento. El hidrato de metano es inflamable porque cuando se calienta, el metano se libera como gas. El metano dentro de los sedimentos del lecho marino representa una enorme reserva de energía de combustibles fósiles. Aunque las corporaciones energéticas y los gobiernos están ansiosos por desarrollar formas de producir y vender este metano, cualquiera que comprenda las implicaciones de su extracción y uso en el cambio climático puede ver que esto sería una locura.

### Cosmógeno

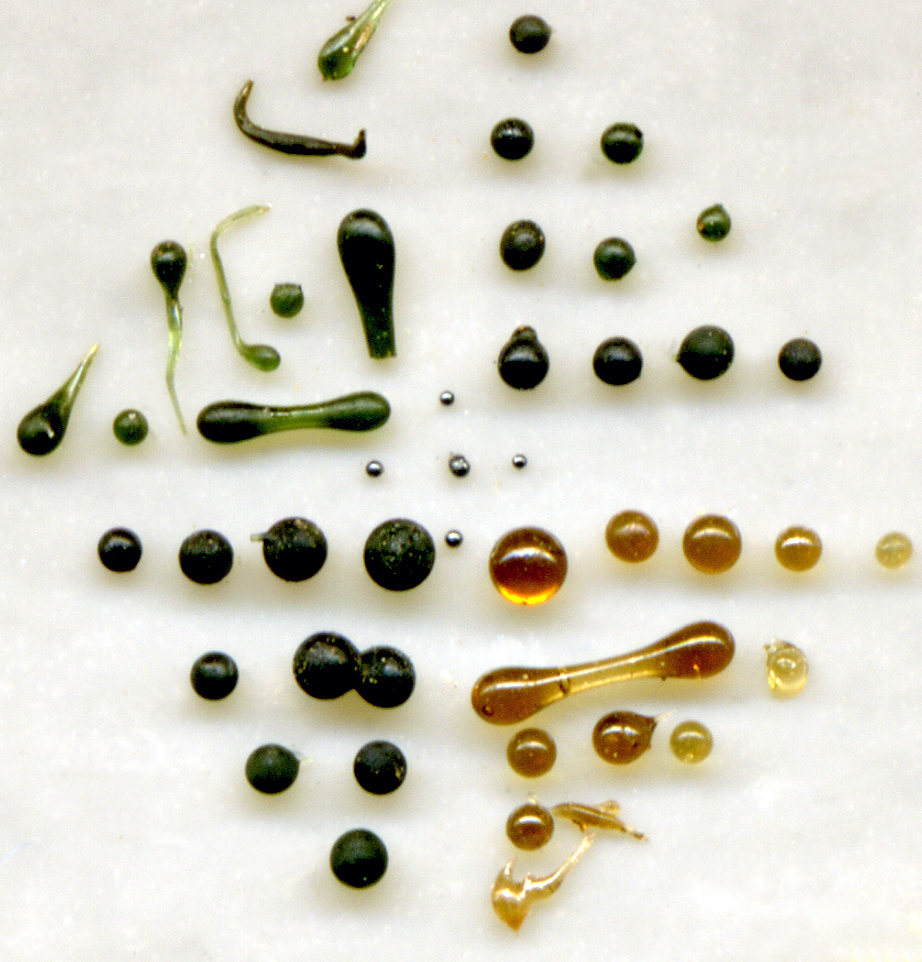
Vidrio similar a la tectita hallado en el oeste de Rusia.

El sedimento cosmógeno se deriva de fuentes extraterrestres y se presenta en dos formas principales; esférulas microscópicas y restos de meteoritos más grandes. Las esférulas están compuestas principalmente de sílice o hierro y níquel, y se cree que son expulsadas cuando los meteoros se queman después de entrar en la atmósfera. Los restos de meteoritos provienen de colisiones de meteoritos con la Tierra. Estas colisiones de alto impacto expulsan partículas a la atmósfera que eventualmente regresan a la Tierra y contribuyen a los sedimentos. Al igual que las esférulas, los restos de meteoritos son principalmente sílice o hierro y níquel. Una forma de escombros de estas colisiones son las tectitas, que son pequeñas gotas de vidrio. Es probable que estén compuestos de sílice terrestre que fue expulsado y derretido durante el impacto de un meteorito, que luego se solidificó al enfriarse al regresar a la superficie.
El sedimento cosmógeno es bastante raro en el océano y no suele acumularse en grandes depósitos. Sin embargo, se está agregando constantemente a través del polvo cósmico que llueve continuamente sobre la Tierra. Aproximadamente el 90% de los desechos cosmógenos entrantes se vaporiza cuando ingresa a la atmósfera, pero se estima que de 5 a 300 toneladas de polvo espacial aterrizan en la superficie de la Tierra cada día.

## Distribución

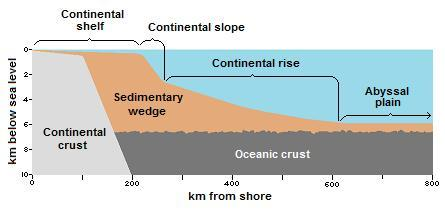

Dónde y cómo se acumulan los sedimentos dependerá de la cantidad de material proveniente de una fuente, la distancia desde la fuente, la cantidad de tiempo que el sedimento ha tenido que acumularse, cuán bien se conservan los sedimentos y las cantidades de otros tipos de sedimentos que se acumulan. también se están agregando al sistema.
Las tasas de acumulación de sedimentos son relativamente lentas en la mayor parte del océano, y en muchos casos se necesitan miles de años para que se formen depósitos importantes. El sedimento litógeno se acumula más rápido, del orden de un metro o más por mil años para las partículas más gruesas. Sin embargo, las tasas de sedimentación cerca de las desembocaduras de grandes ríos con alta descarga pueden ser órdenes de magnitud más altas.
Los exudados biogénicos se acumulan a una velocidad de aproximadamente 1 cm por mil años, mientras que las pequeñas partículas de arcilla se depositan en las profundidades del océano alrededor de un milímetro por mil años. Como se describió anteriormente, los nódulos de manganeso tienen una tasa de acumulación increíblemente lenta, ganando 0,001 milímetros por mil años.

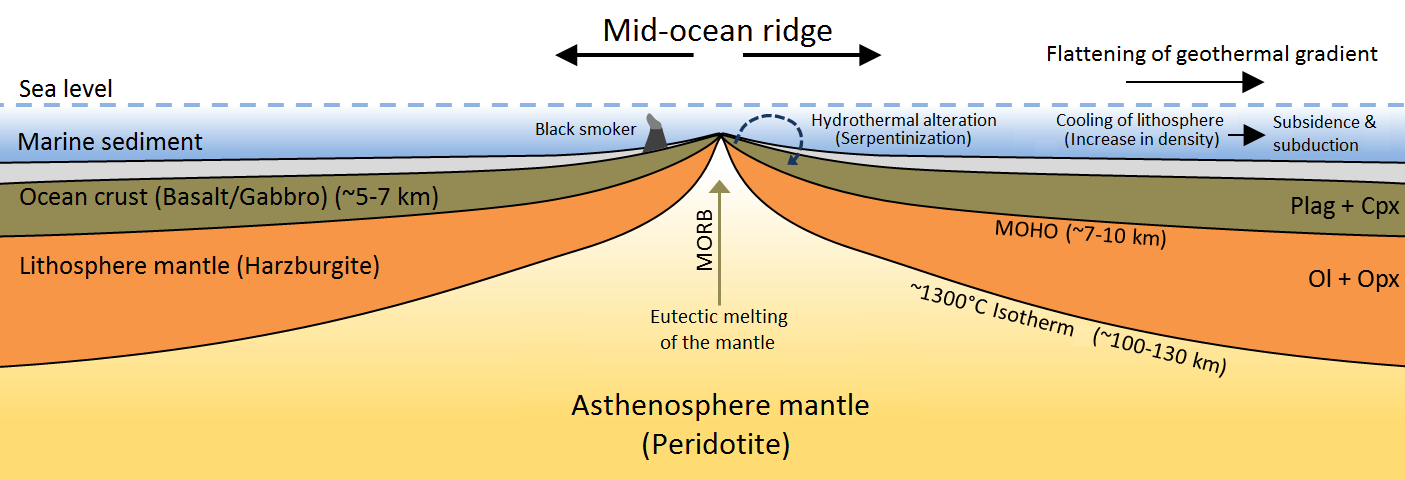

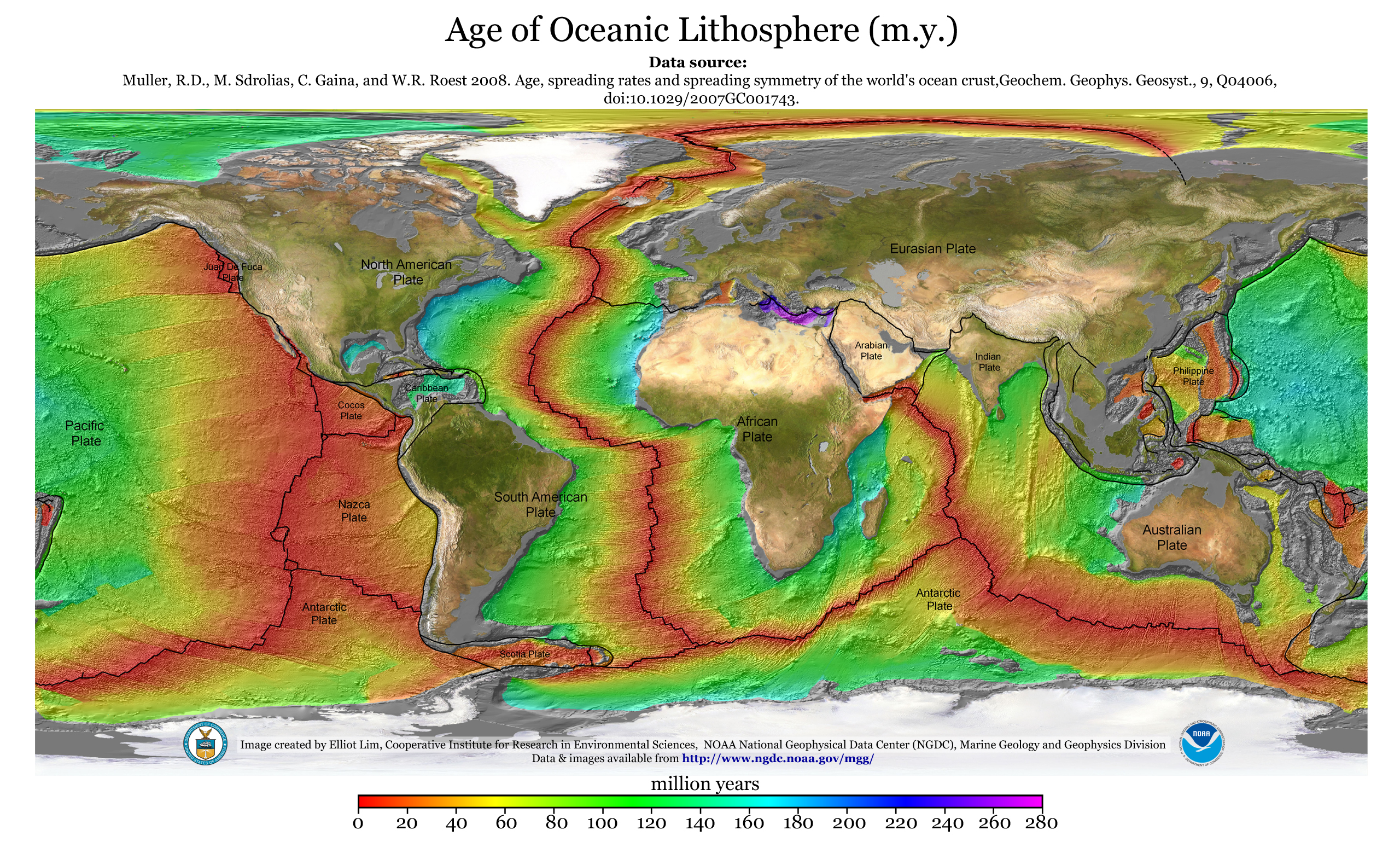
Edad de la corteza oceánica En este diagrama, las partes más jóvenes de la corteza oceánica están coloreadas de rojo. Estas partes jóvenes se encuentran a ambos lados de la dorsal oceánica. Nueva corteza emerge y se extiende desde esta cresta, que atraviesa las partes centrales del océano.

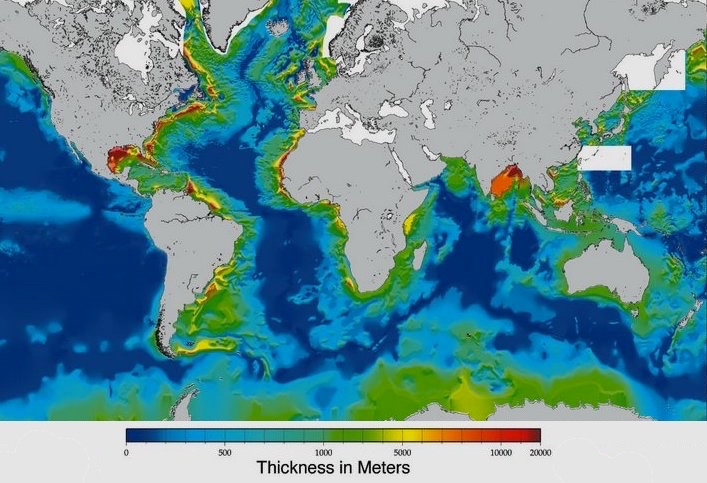
Espesor de sedimentos marinos Los sedimentos se asientan en la parte superior de la corteza oceánica y son gruesos (verde y amarillo) a lo largo de las plataformas continentales y en las laderas continentales. Están en su punto más delgado (azul oscuro) cerca y a lo largo de la dorsal oceánica.

Los sedimentos marinos son más gruesos cerca de los márgenes continentales donde pueden tener más de 10 km de espesor. Esto se debe a que la corteza cercana a los márgenes continentales pasivos suele ser muy antigua, lo que permite un largo período de acumulación, y a que hay una gran cantidad de sedimentos terrígenos procedentes de los continentes. Cerca de los sistemas de crestas oceánicas donde se está formando una nueva corteza oceánica, los sedimentos son más delgados, ya que han tenido menos tiempo para acumularse en la corteza más joven.
A medida que aumenta la distancia desde el centro de expansión de una cresta, el espesor de la capa de sedimentos se vuelve progresivamente mayor, aumentando en aproximadamente 100–200 m de sedimento por cada 1000 km de distancia desde el eje de la cresta. Con una tasa de expansión del lecho marino de aproximadamente 20 a 40 km / millón de años, esto representa una tasa de acumulación de sedimentos de aproximadamente 100 a 200 m cada 25 a 50 millones de años.
El diagrama al comienzo de este artículo muestra la distribución de los principales tipos de sedimentos en el fondo del océano. Los sedimentos cosmógenos podrían potencialmente terminar en cualquier parte del océano, pero se acumulan en cantidades tan pequeñas que son abrumados por otros tipos de sedimentos y, por lo tanto, no son dominantes en ningún lugar. De manera similar, los sedimentos hidrogenados pueden tener altas concentraciones en lugares específicos, pero estas regiones son muy pequeñas a escala global. Por lo tanto, los sedimentos cosmógenos e hidrogenados pueden ignorarse en su mayoría en la discusión de los patrones de sedimentos globales.
Los sedimentos litógenos / terrígenos gruesos son dominantes cerca de los márgenes continentales, ya que la escorrentía terrestre, la descarga de ríos y otros procesos depositan grandes cantidades de estos materiales en la plataforma continental. Gran parte de este sedimento permanece en la plataforma o cerca de ella, mientras que las corrientes de turbidez pueden transportar material por el talud continental hasta el fondo del océano profundo (llanura abisal). El sedimento litógeno también es común en los polos, donde la gruesa capa de hielo puede limitar la producción primaria y la ruptura de los glaciares deposita sedimentos a lo largo del borde del hielo.
Los sedimentos litógenos gruesos son menos comunes en el océano central, ya que estas áreas están demasiado lejos de las fuentes para que estos sedimentos se acumulen. Las partículas de arcilla muy pequeñas son la excepción y, como se describe a continuación, pueden acumularse en áreas que otros sedimentos litógenos no alcanzarán.
La distribución de sedimentos biológicos depende de sus tasas de producción, disolución y dilución por otros sedimentos. Las áreas costeras muestran una producción primaria muy alta, por lo que se podrían esperar abundantes depósitos biológicos en estas regiones. Sin embargo, el sedimento debe ser >30% biogénico para ser considerado un lodo biogénico, e incluso en áreas costeras productivas hay tanto insumo litógeno que inunda los materiales biogénicos y no se alcanza el umbral del 30%. Por lo tanto, las áreas costeras siguen dominadas por sedimentos litógenos, y los sedimentos biogénicos serán más abundantes en ambientes pelágicos donde hay poca aportación litógena.

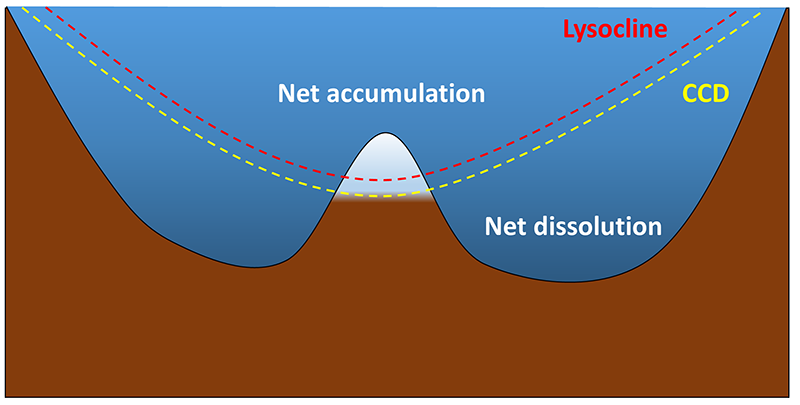
El sedimento calcáreo solo puede acumularse en profundidades menores que la profundidad de compensación de carbonato de calcio (PCC). Por debajo del PCC, los sedimentos calcáreos se disuelven y no se acumulan. La lisoclina representa las profundidades donde la tasa de disolución aumenta drásticamente.

Para que los sedimentos biológicos se acumulen, su tasa de producción debe ser mayor que la tasa a la que se disuelven las pruebas. El sílice está insaturado en todo el océano y se disolverá en el agua de mar, pero se disuelve más fácilmente en aguas más cálidas y presiones más bajas; es decir, se disuelve más rápido cerca de la superficie que en aguas profundas. Por lo tanto, los sedimentos de sílice solo se acumularán en regiones más frías de alta productividad donde se acumulan más rápido de lo que se disuelven. Esto incluye regiones de surgencia cerca del ecuador y en latitudes altas donde hay abundantes nutrientes y agua más fría.
Los lodos formados cerca de las regiones ecuatoriales suelen estar dominados por radiolarios, mientras que las diatomeas son más comunes en los lodos polares. Una vez que las pruebas de sílice se han asentado en el fondo y están cubiertas por capas posteriores, ya no están sujetas a disolución y el sedimento se acumulará. Aproximadamente el 15% del lecho marino está cubierto por exudaciones silíceas.
Los sedimentos de carbonato de calcio biógeno también requieren que la producción exceda la disolución para que se acumulen los sedimentos, pero los procesos involucrados son un poco diferentes a los de la sílice. El carbonato de calcio se disuelve más fácilmente en agua más ácida. El agua de mar fría contiene más CO2 disuelto y es un poco más ácida que el agua más caliente. Por lo tanto, es más probable que las pruebas de carbonato de calcio se disuelvan en agua polar más fría y profunda que en aguas superficiales tropicales más cálidas. En los polos, el agua está uniformemente fría, por lo que el carbonato de calcio se disuelve fácilmente en todas las profundidades y los sedimentos de carbonato no se acumulan. En las regiones templadas y tropicales, el carbonato de calcio se disuelve más fácilmente a medida que se hunde en aguas más profundas.
La profundidad a la que el carbonato de calcio se disuelve tan rápido como se acumula se denomina profundidad de compensación de carbonato de calcio o profundidad de compensación de calcita, o simplemente PCC. La lisoclina representa las profundidades donde la tasa de disolución del carbonato de calcio aumenta drásticamente (similar a la termoclina y la haloclina). A profundidades menores que la PCC, la acumulación de carbonato excederá la velocidad de disolución y se depositarán sedimentos de carbonato. En áreas más profundas que la PCC, la velocidad de disolución excederá la producción y no se pueden acumular sedimentos de carbonato (ver diagrama a la derecha). La PCC se encuentra generalmente a profundidades de 4 a 4,5 km, aunque es mucho menos profundo en los polos donde el agua de la superficie es fría. Por lo tanto, los exudados calcáreos se encontrarán principalmente en aguas tropicales o templadas de menos de aproximadamente 4 km de profundidad, como a lo largo de los sistemas de cordilleras oceánicas y en lo alto de montañas submarinas y mesetas .
La PCC es más profunda en el Atlántico que en el Pacífico, ya que el Pacífico contiene más CO2, lo que hace que el agua sea más ácida y el carbonato de calcio más soluble. Esto, junto con el hecho de que el Pacífico es más profundo, significa que el Atlántico contiene más sedimentos calcáreos que el Pacífico. En total, alrededor del 48% del lecho marino está dominado por lodos calcáreos.
Gran parte del resto del fondo oceánico profundo (alrededor del 38%) está dominado por arcillas abisales. Esto no se debe tanto a la abundancia de formación de arcilla, sino a la falta de cualquier otro tipo de aportación de sedimentos. Las partículas de arcilla son en su mayoría de origen terrestre, pero debido a que son tan pequeñas, el viento y las corrientes las dispersan fácilmente y pueden llegar a áreas inaccesibles para otros tipos de sedimentos. Las arcillas dominan en el centro del Pacífico Norte, por ejemplo. Esta área está demasiado lejos de la tierra para que alcancen los sedimentos litógenos gruesos, no es lo suficientemente productiva para que se acumulen las pruebas biogénicas y es demasiado profunda para que los materiales calcáreos lleguen al fondo antes de disolverse.
Debido a que las partículas de arcilla se acumulan tan lentamente, el fondo oceánico profundo dominado por la arcilla suele albergar sedimentos hidrogenados como los nódulos de manganeso. Si se produjera cualquier otro tipo de sedimento aquí, se acumularía mucho más rápidamente y enterraría los nódulos antes de que tuvieran la oportunidad de crecer.